# Industria de Turbo Propulsores
El grup franc-anglès Industria de Turbo Propulsores S. A. o ITP, és una indústria nascuda a Espanya dedicada principalment a la construcció i manteniment de motors d'aviació, i a la construcció de turbines de gas.

## Història
A Zamudio, (País Basc), a Sevilla (Andalusia), i amb oficines centrals a Madrid, i queden les restes de l'antiga ENMASA, que és l'embrió espanyol del grup. L'any 1989 va ser adquirida pel grup SENER Aeronautica (França) amb una participació del 53,125%, i el grup Rolls-Royce (Regne Unit) amb una participació del 46,875%. S'incorporà al grup Eurojet per desenvolupar el projecte de l'Eurojet EJ200 per l'Eurofighter Typhoon.
A part de continuar amb el manteniment de motors d'aviació a Espanya, el grup funda la societat Eurojet Turbo GbmH, per donar assistència tècnica i manteniment a la nova motorització. També intervé en altres projectes aeronàutics com el Europrop TP400, el Honeywell AS907 (actual HTF7000), Rolls-Royce BR715, i el Snecma Atar Plus.

## Fets destacats
- 1989 – Fundació del grup.
- 1992 – Participació en el desenvolupament del Trent 700/800 (Rolls-Royce).
- 1998 – Expansió a Mèxic.
- 2001 – Millora de les toveres d'admissió.
- 2005 – Plena responsabilitat tecnològica pel Trent 1000 (Rolls-Royce).
- 2008 – Expansió d'operacions als Estats Units, Malta i Regne Unit.
- 2009 – Expansió de les operacions de Disseny i Fabricació al Regne Unit.
- 2010 – ITP és líder en cossos de turbina, participació en el Trent XWB (Rolls-Royce).[2]